# Waterford United FC
Waterford United FC este un club de fotbal din Wateford, Irlanda.

## Jucători notabili
- John ONeill
- Alfie Hale
- Paddy Coad
- Terry Conroy
- John Frost
- Peter Desmond
- Al Finucane
- Noel Hunt
- Stephen Grant
- Peter Kavanagh
- Daryl Murphy
- Michael Bennett
- Alan Barry
- Jackie O'Driscoll

- Peter Thomas
- Bobby Charlton
- Johnny Matthews
- Tony Hall
- Jimmy Gauld
- Piotr Suski
- Andrej Polewczak
- Jose Quitongo
- Robert Markovac
- Trond Debes
- Håkon Winther (Johansen)
- Rodney Jack
- Gus di Lella
- Scott Garlick
- Ed McIlvenny

## Antrenori notabili
- Shay Brennan
- Con Martin
- Frank Davis
- Paddy Coad
- Alfie Hale
- Johnny Matthews
- Jimmy McGeough